# Грлава
Грлава (словен. Grlava) је насељено место у општини Љутомер, Помурска регија, Словенија.

## Историја
До територијалне реорганизације у Словенији била је у саставу старе општине Љутомер.

## Становништво
У попису становништва из 2011. године, Грлава је имала 99 становника.
| Број становника према пописима | Број становника према пописима | Број становника према пописима |
| ------------------------------ | ------------------------------ | ------------------------------ |
| 1991                           | 2002                           | 2011                           |
| 115                            | 111                            | 99                             |